# O Gosto do Pecado
O Gosto do Pecado é um filme brasileiro dirigido por Cláudio Cunha em 1980.

## Sinopse
Achando que seu casamento caiu na rotina e querendo retomar sua liberdade, Júlio Garcia separa-se de Regina. Ele entrega-se aos bacanais promovidos por seu amigo, o advogado Enéas, e à sedução de jovens bonitas e ingênuas, como sua secretária Vânia que, fascinada pelo patrão, trai o noivo Celso.

## Elenco
- Simone Carvalho .... Vânia[1]
- Jardel Mello .... Júlio[1]
- Maria Lúcia Dahl .... Regina[1]
- John Herbert .... Eneas[1]
- Fábio Vilalonga .... Celso[1]
- Alba Valeria .... Lucila[1]
- Maiara de Castro .... Martha[1]
- Ana Maria Kreisler .... Prostituta[1]
- Marthus Mathias .... Porteiro[1]
- Célia Olga .... Cliente[1]
- Michell Cohen .... Padre[1]
- Lilita Preter .... Balconista[1]
- Deise Moraes[1]
- Maristela Meyer[1]
- Tânia Aloma .... Travesti[1]
- Suzy .... Travesti[1]
- Pink Panter .... Travesti[1]
- Renato de Araújo .... Julinho[1]
- Lia Farrel .... Rita[1]
- Xandó Batista .... Motorista[1]